# Champions League of Darts 2018
De Champions League of Darts 2018 was de 3e editie van dit toernooi, georganiseerd door de PDC. Het toernooi vond plaats op 22 en 23 september 2018 in het Brighton Center in Brighton. Mensur Suljović was de titelverdediger, nadat hij in de vorige editie Gary Anderson versloeg in de finale. Hij werd in de halve finale uitgeschakeld door Peter Wright. Gary Anderson won het toernooi door Wright in de finale te verslaan.

## Opzet
Voor dit toernooi was de top-7 van de PDC Order of Merit uitgenodigd. De andere plaats was met volle zekerheid gegund aan titelhouder Mensur Suljović. Zij werden onderverdeeld in twee groepen van vier. In de groepsfase werd een halve competitie afgewerkt, waarbij er gespeeld werd volgens het best-of-19-legs principe. De eerste 2 van elke groep plaatsten zich voor de halve finale, waar net zoals de finale over 21 legs gespeeld werd. Rond de wedstrijden speelde Raymond van Barneveld wedstrijden tegen mensen uit het publiek. Als er een negendarter gegooid werd, werd het prijzengeld verdeeld onder het publiek.

## Deelnemers
De top-7 + Mensur Suljović van de PDC Order of Merit was geplaatst voor dit toernooi. Dit leverde de volgende deelnemers op:
1.  Michael van Gerwen
2.  Peter Wright
3.  Rob Cross
4.  Gary Anderson
5.  Daryl Gurney
6.  Mensur Suljović
7.  Simon Whitlock
8.  Dave Chisnall

## Prijzengeld
Het prijzengeld was als volgt verdeeld:
| Plaats                    | Prijzengeld (Totaal: £200.000) |
| ------------------------- | ------------------------------ |
| Winnaar                   | £100.000                       |
| Runner-up                 | £50.000                        |
| Halvefinalisten           | £25.000                        |
| Derde plaats in de groep  | £15.000                        |
| Vierde plaats in de groep | £10.000                        |

## Resultaten

### Groepsfase

#### Groep A
| Pos. | Speler                 | Gespeeld | Winst | Verlies | Legs voor | Legs tegen | Legsaldo | Punten |
| ---- | ---------------------- | -------- | ----- | ------- | --------- | ---------- | -------- | ------ |
| 1.   | Michael van Gerwen (1) | 3        | 2     | 1       | 29        | 19         | +10      | 4      |
| 2.   | Gary Anderson (4)      | 3        | 2     | 1       | 28        | 22         | +6       | 4      |
| 3.   | Daryl Gurney (5)       | 3        | 2     | 1       | 27        | 25         | +2       | 4      |
| 4.   | Dave Chisnall (8)      | 3        | 0     | 3       | 12        | 30         | -18      | 0      |

22 september (Best of 19 legs)
| Gary Anderson (101.48)      | 8 – 10 | Daryl Gurney (95.28)  |
| Michael van Gerwen (111.23) | 10 – 2 | Dave Chisnall (94.51) |

22 september (Best of 19 legs)
| Gary Anderson (99.79)       | 10 – 3 | Dave Chisnall (87.99) |
| Michael van Gerwen (100.17) | 10 – 7 | Daryl Gurney (91.21)  |

23 september (Best of 19 legs)
| Michael van Gerwen (100.05) | 9 – 10 | Gary Anderson (97.65) |
| Daryl Gurney (96.45)        | 10 – 7 | Dave Chisnall (97.08) |

#### Groep B
| Pos. | Speler              | Gespeeld | Winst | Verlies | Legs voor | Legs tegen | Legsaldo | Punten |
| ---- | ------------------- | -------- | ----- | ------- | --------- | ---------- | -------- | ------ |
| 1.   | Mensur Suljović (6) | 3        | 3     | 0       | 30        | 16         | +14      | 6      |
| 2.   | Peter Wright (2)    | 3        | 2     | 1       | 27        | 20         | +7       | 4      |
| 3.   | Rob Cross (3)       | 3        | 1     | 2       | 21        | 22         | -1       | 2      |
| 4.   | Simon Whitlock (7)  | 3        | 0     | 3       | 10        | 30         | -20      | 0      |

22 september (Best of 19 legs)
| Rob Cross (91.79)     | 8 – 10 | Mensur Suljović (96.46) |
| Peter Wright (101.22) | 10 – 7 | Simon Whitlock (96.41)  |

22 september (Best of 19 legs)
| Rob Cross (94.03)     | 10 – 2 | Simon Whitlock (89.83)   |
| Peter Wright (102.16) | 7 – 10 | Mensur Suljović (106.73) |

23 september (Best of 19 legs)
| Peter Wright (101.77)   | 10 – 3 | Rob Cross (89.70)      |
| Mensur Suljović (99.81) | 10 – 1 | Simon Whitlock (91.00) |

### Knock-outfase
|  | Halve finale (Best of 21 legs) | Halve finale (Best of 21 legs) | Halve finale (Best of 21 legs) |    |                         | Finale (Best of 21 legs) | Finale (Best of 21 legs) | Finale (Best of 21 legs) |
|  |                                |                                |                                |    |                         |                          |                          |                          |
|  | A1                             | Michael van Gerwen (100.89)    | 9                              |    |                         |                          |                          |                          |
|  | B2                             | Peter Wright (101.46)          | 11                             |    |                         |                          |                          |                          |
|  | B2                             | Peter Wright (101.46)          | 11                             |    | 2                       | Peter Wright (93.85)     | 4                        |                          |
|  |                                |                                |                                |    | 2                       | Peter Wright (93.85)     | 4                        |                          |
|  |                                | 4                              | Gary Anderson (101.47)         | 11 |                         |                          |                          |                          |
|  | B1                             | 4                              | Gary Anderson (101.47)         | 11 | Mensur Suljović (92.01) | 4                        |                          |                          |
|  | B1                             |                                |                                |    | Mensur Suljović (92.01) | 4                        |                          |                          |
|  | A2                             | Gary Anderson (102.26)         | 11                             |    |                         |                          |                          |                          |

2016 ·
2017 ·
2018 ·
2019 ·
2020